# Foxtail Peak
Der Foxtail Peak (englisch für Fuchsschwanzspitze) ist ein 455 m (nach britischen Angaben 450 m) hoher Berg auf Südgeorgien. Er ragt 3 km westlich der Carlita Bay an der Nordflanke des Neumayer-Gletschers auf.
Teilnehmer der Schwedischen Antarktisexpedition (1901–1903) unter der Leitung Otto Nordenskjölds kartierten ihn. Der South Georgia Survey nahm während seiner von 1951 bis 1957 dauernden Kampagne Vermessungen vor. Das UK Antarctic Place-Names Committee benannte ihn 1964 nach dem Antarktischen Fuchsschwanz (Alopecurus antarcticus, Synonym Alopecurus magellanicus) aus der der Gattung der Fuchsschwanzgräser, der die Hänge dieses Bergs bewächst.